# كارمن كاريرا
كارمن كاريرا (بالإنجليزية: Carmen Carrera)‏ (مواليد 13 أبريل 1985) هي نجمة تلفزيون واقع وممثلة وعارضة أزياء أمريكية.
هي من أشهر عارضات الازياء المعروفين في هوليوود
كانت في البداية رجل ولكنها تحولت لأنثي في سن السابعة عشر من عمرها.

## روابط خارجية
- كارمن كاريرا على موقع IMDb (الإنجليزية)
- كارمن كاريرا على موقع قاعدة بيانات الفيلم (الإنجليزية)